# DUCKS scéno
Ducks Scéno（正式法文名：dUCKS scéno）是一家法国的专业顾问公司，专注于舞台场景设计（Scenography）及博物馆展示设计（Museography），也提供设计、工程技术等建筑相关领域的咨询设计服务，参与项目遍及全球30多个国家，涉及戏剧院、歌剧院、现代音乐厅、交响音乐厅、美术馆、博物馆、艺术基金会、会议中心、体育场、公共广场、花园、图书馆、校园等文化建筑。

## 历史
Ducks Scéno成立于1991年，为股份合作制企业，总部位于法国维勒班，目前在巴黎和上海均设有办公室，拥有27名同事及合伙人，包括舞台场景设计师、舞台机械工程师、音视频工程师以及建筑师。

## 设计案例
歌剧院和剧院
- 1992：里昂新歌劇院（与让·努维尔工作室，法国里昂）
- 1997：BFM剧院（与Cattani-Picenni 建筑师事务所，瑞士日内瓦）
- 2003：Amphithéâtre d'O（与King Kong 工作室，法国蒙彼利埃）
- 2003：里尔歌剧院（与AVA 建筑事务所、P.L. Carlier 事务所，法国里尔）
- 2006：格斯里剧场（与让·努维尔工作室，美国明尼阿波利斯）
- 2006：國家凱布朗利博物館 克劳德·李维史陀剧院（与让·努维尔工作室，法国巴黎）
- 2008：曲线剧院（与Rafael Viñoly 建筑事务所，英国莱斯特）
- 2011：群岛剧院（与让·努维尔工作室，法国佩皮尼昂）
- 2011：阿兰克谷仓（与C+T Architecture 建筑事务所，法国马赛）
- 2013：山东省会大剧院（与保罗·安德鲁工作室，中国山东省济南市）
- 2018：青岛东方影都大剧院（与Fuksas 事务所、中国中元国际工程有限公司IPPR，中国山东省青岛市）

音乐厅
- 2004：波尔图音乐厅（与大都会建筑事务所OMA，葡萄牙波尔图）
- 2009：丹麦广播电台音乐厅（与让·努维尔工作室，丹麦哥本哈根）
- 2015：巴黎爱乐厅（与让·努维尔工作室，法国巴黎）
- 2017：易北爱乐厅（与赫爾佐格和德梅隆建筑事务所，德国汉堡）
- 2017：赛甘岛塞纳音乐城（与坂茂建筑事务所，法国巴黎）

礼堂
- 2005：索菲娅王后国家艺术中心博物馆（与让·努维尔工作室，西班牙马德里）
- 2005：阿格巴塔（与让·努维尔工作室，西班牙巴塞罗那）
- 2006：马赛市政厅（与Franck Hammoutène 事务所，法国马赛，2006获得法国最高建筑奖）
- 2011：蒙彼利埃市政厅（与让·努维尔工作室，法国蒙彼利埃）
- 2011：罗讷-阿尔卑斯大区议会大厅（与克里斯蒂安·德波宗巴克建筑事务所，法国里昂）
- 2014：路易威登基金会（与弗兰克·盖里事务所，法国巴黎）
- 2017：卡昂BMVR图书馆（与大都会建筑事务所OMA，法国卡昂）

音乐表演
- 1994：里尔音乐表演场（与大都会建筑事务所OMA，法国里尔）
- 2004：瓦泽姆文化休闲之家（与Nox 事务所，法国里昂）
- 2006：La Commanderie表演厅（与Brigitte Métra 事务所，法国多尔）
- 2007：图卢兹赌场（与Wilmotte et Associés 事务所，法国图卢兹）
- 2008：Le Fil（与XXL 工作室，法国圣艾蒂安）
- 2010：里尔赌场（与Jean-Paul Viguier 事务所，法国里尔）
- 2010：H106（与King Kong 工作室，法国鲁昂）
- 2011：Astrada音乐厅（与King Kong 工作室，法国马尔西亚克）
- 2013：Métaphone音乐文化中心（与Hérault-Arnod 事务所，法国瓦尼）
- 2014：Metronum（与Gouwy Grima Rames 事务所，法国图卢兹）
- 2014：Flow 文化中心（与King Kong 工作室，法国里尔）
- 2015：美丽电音音乐厅（与Hérault-Arnod 事务所，法国格勒诺布尔）

会展中心
- 1993：芬奇国际会展中心（与让·努维尔工作室，法国图尔）
- 1994：里尔大会堂（与大都会建筑事务所OMA，法国里尔）
- 2014：南希会议中心（与Marc Barani 事务所，法国南希）
- 2014：阿让会展中心（与Cardete & Huet 事务所，法国阿让）
- 2016：Le Carré des Docks会议中心（与保罗·安德鲁工作室、Richez Associés 事务所，法国勒阿弗尔）

电影院
- 1998：卢米埃电影学院（与Pierre Colboc 事务所，法国里昂）

体育场
- 2011：MM体育场（与Cardete & Huet 事务所，法国勒芒）
- 2014：布雷斯特体育馆（与Hérault Arnod 建筑事务所，法国布雷斯特）

博物馆与景观空间;
- 2000：汉诺威2000年世界博览会（与让·努维尔工作室，德国汉诺威）
- 2000：飞禽公园（与Tectoniques 事务所，法国维拉尔雷东布）
- 2001：Expo.02博览会（与让·努维尔工作室，瑞士穆尔滕）
- 2008：泰格豪雅360博物馆（与Carbonale 事务所，瑞士拉绍德芳）
- 2010：史前博物馆（与Hervé Beaudoin, Benoît Engel 建筑事务所，法国吕萨勒沙托镇）
- 2011：莱丽博物馆（与Wilmotte et Associés 事务所，法国莫代河畔万让镇）
- 2014：天文和太空文化中心（与Saskia Fokkema 事务所，法国沃昂夫兰）
- 2015：普拉达基金会 Largo Isarco（与大都会建筑事务所OMA，意大利米兰）
- 2017：阿布扎比卢浮宫（与让·努维尔工作室，阿拉伯阿布扎比）
- 2018：丹麦建筑中心（与大都会建筑事务所OMA，丹麦哥本哈根）
- 2018：老佛爷基金会（与大都会建筑事务所OMA，法国巴黎）

## 目前项目
歌剧院和剧院;
- 台北表演艺术中心（与大都会建筑事务所OMA，台湾台北）
- 那慕尔文化宫（与Samyn & Partners 建筑事务所，比利时那慕尔）
- 未来方舟剧院（与保罗·安德鲁工作室和Richez & Associés 事务所，中国广州省贵阳市）
- 大理杨丽萍表演艺术中心（与朱锫建筑设计事务所，中国云南省大理市）

音乐厅;
- 天津百老汇O-Show音乐厅及剧院（与 巴馬丹拿P&T Architects 事务所，中国天津市）

礼堂;
- 法兰西学院（与Marc Barani 事务所，法国巴黎）
- 中央电视台电视文化中心TVCC（与大都会建筑事务所OMA，中国北京市）
- 杜奥大厦（与让·努维尔工作室，法国巴黎）

会展中心;
- 图卢兹PEX会展中心（与大都会建筑事务所OMA，法国图卢兹）
- 深圳国际会展中心SZICEC（与 Valode & Pistre 事务所及欧博建筑设计）

会议中心;
- 鲁瓦扬会议中心（与Atelier Ferret 事务所，法国鲁瓦扬）

博物馆;
- 阿尔伯特·卡恩博物馆（与隈研吾建筑都市设计事务所，法国巴黎布洛涅-比扬古）
- 卡塔尔国家博物馆（与让·努维尔工作室，卡塔尔多哈）
- 上海浦东美术馆（与让·努维尔工作室，中国上海市）
- 深圳宝安公共文化艺术中心（与 Coldefy & Associates 事务所，中国深圳市）

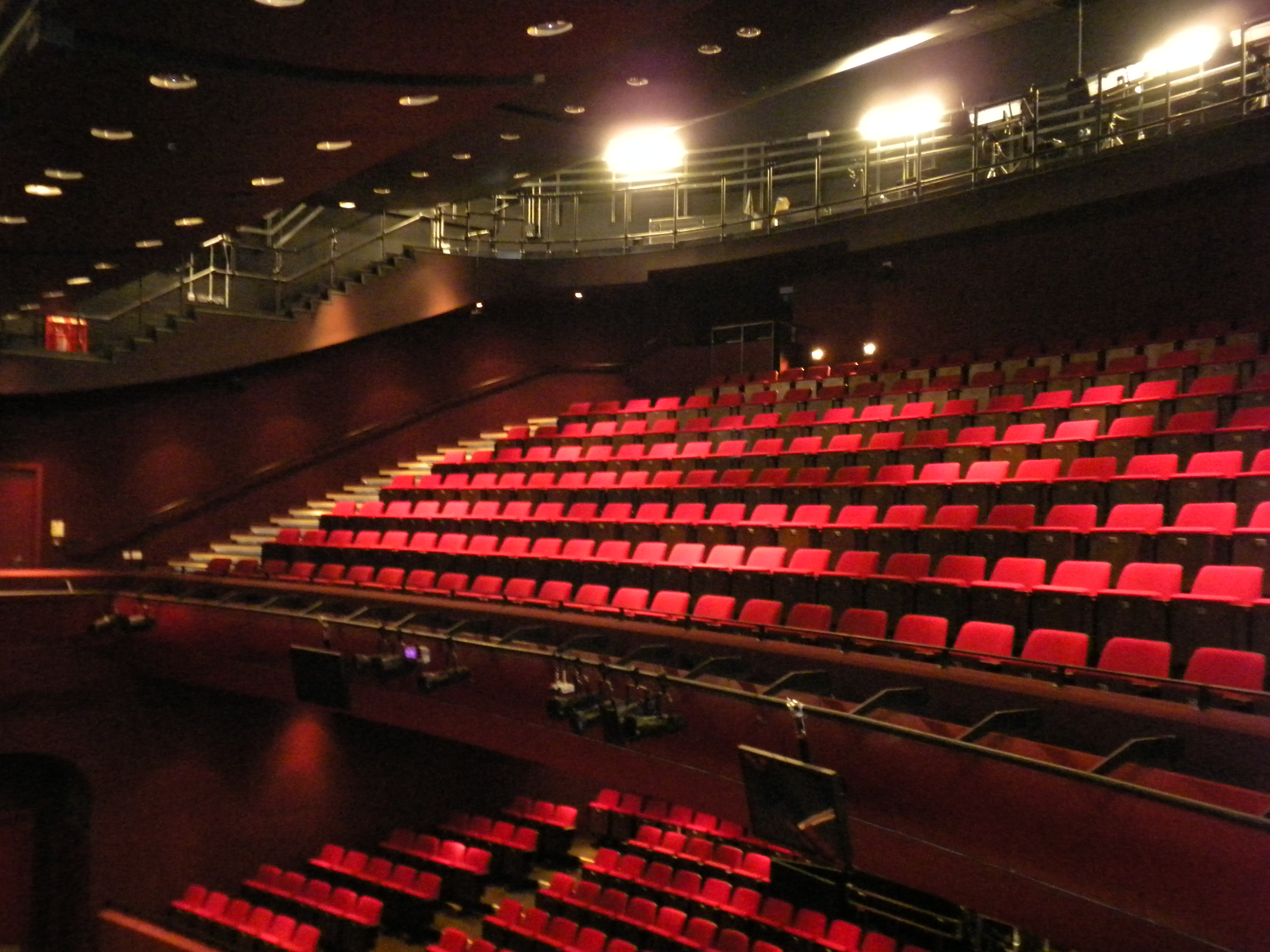
曲线剧院（Rafael Viñoly 建筑事务所）
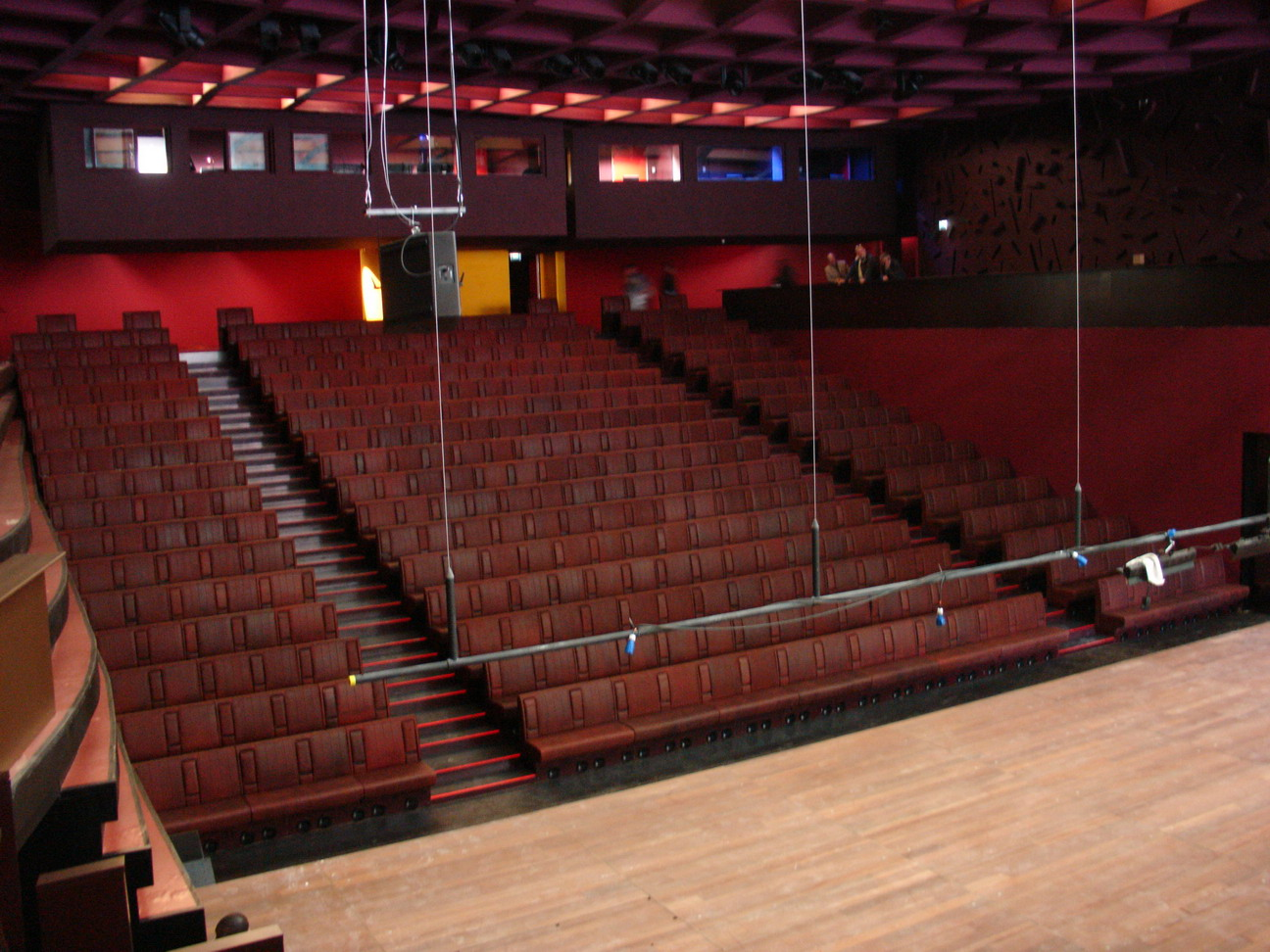
布朗利河岸博物馆 克劳德·李维史陀剧院（让·努维尔工作室）
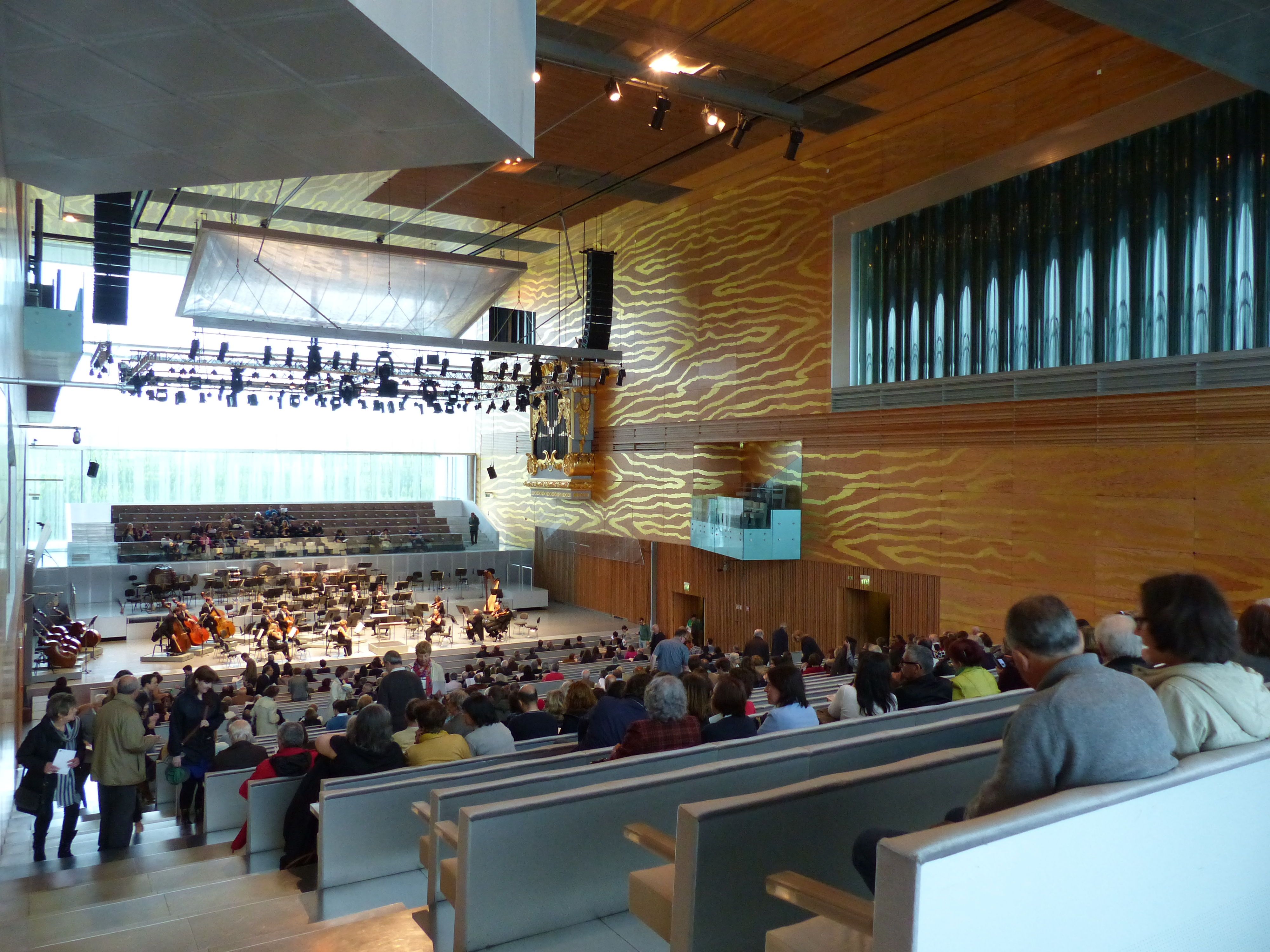
波尔图音乐厅（大都会建筑事务所OMA）
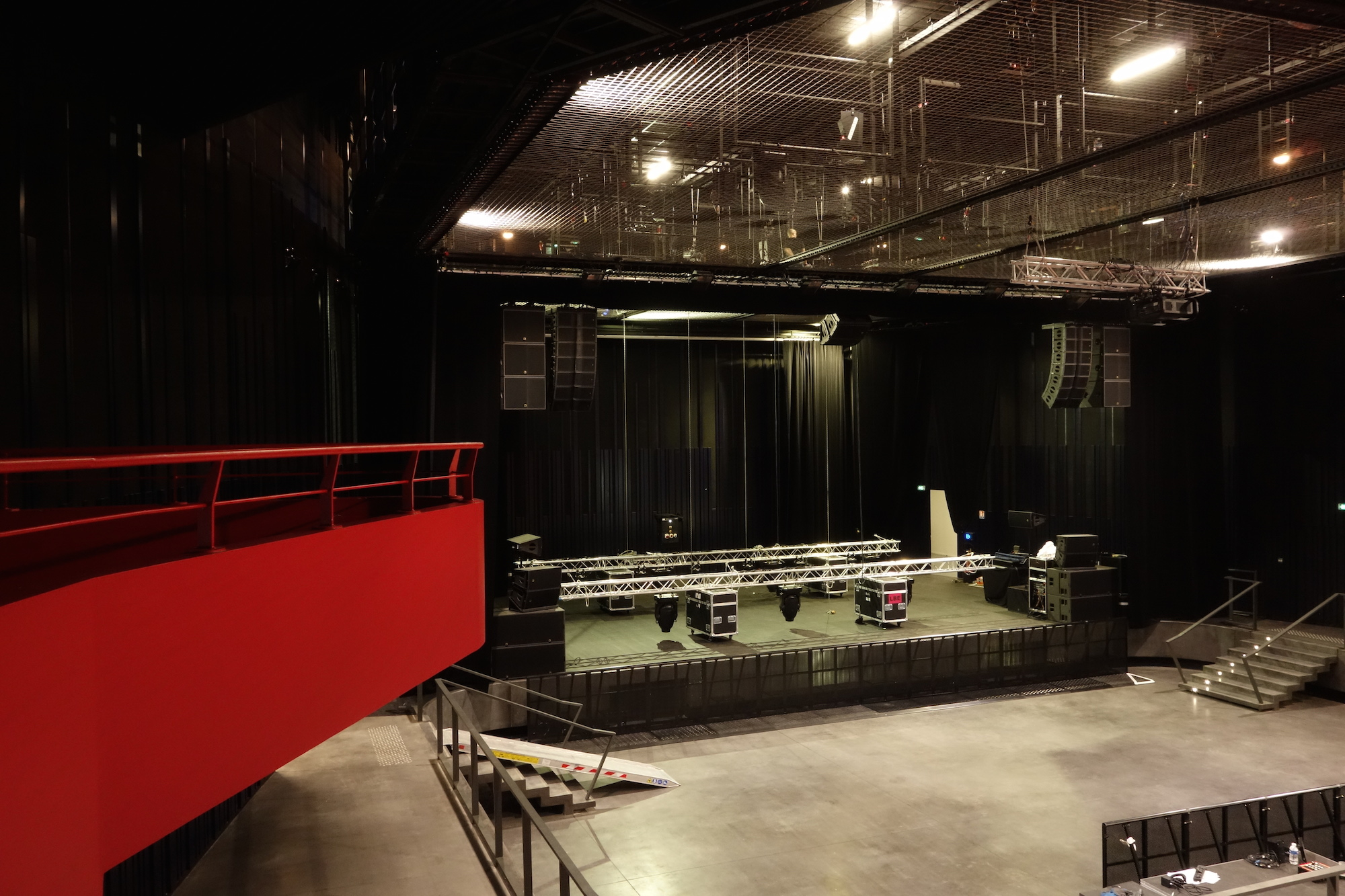
美丽电音音乐厅（Hérault-Arnod 事务所）
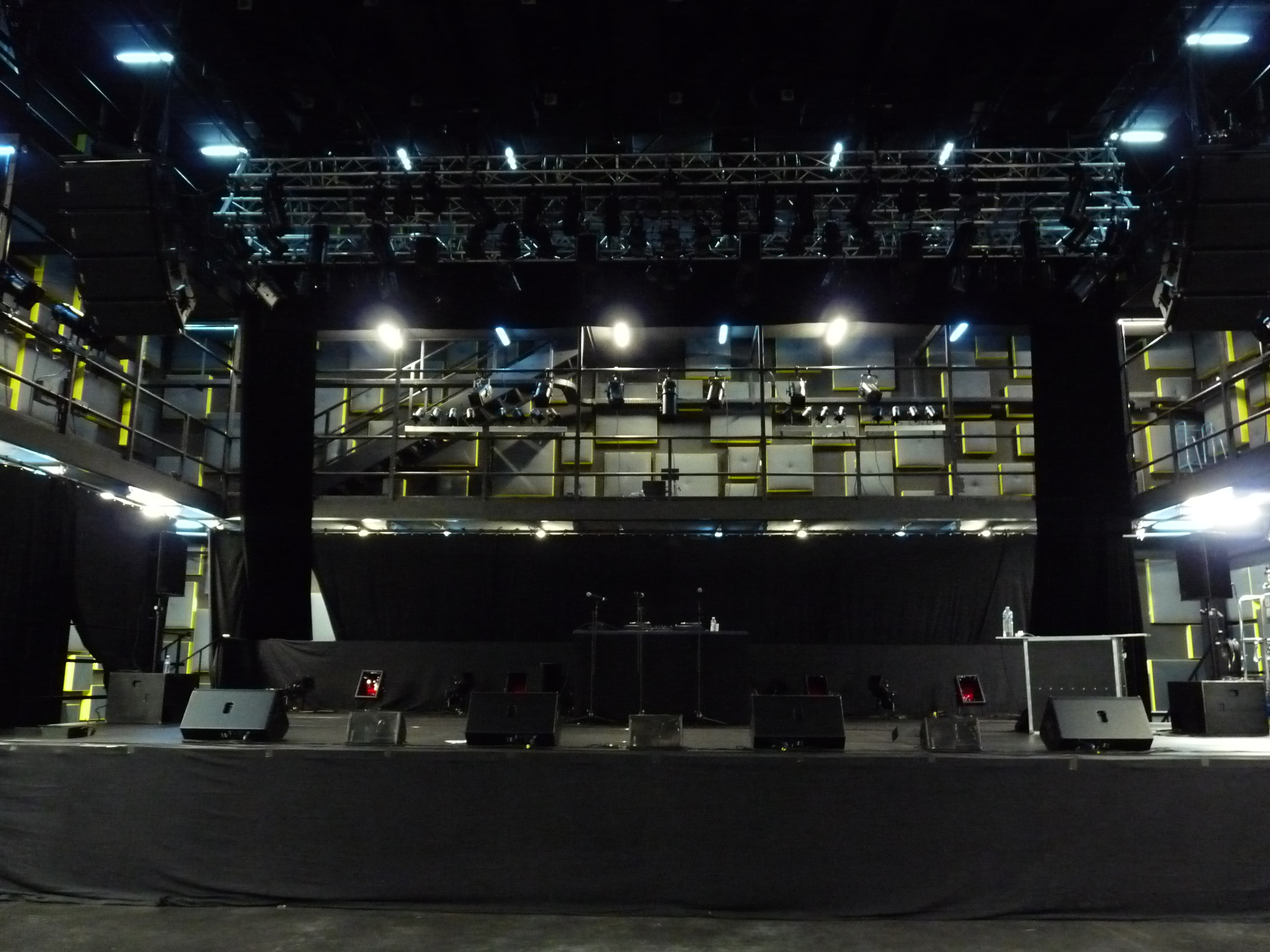
Flow 文化中心（King Kong 工作室）
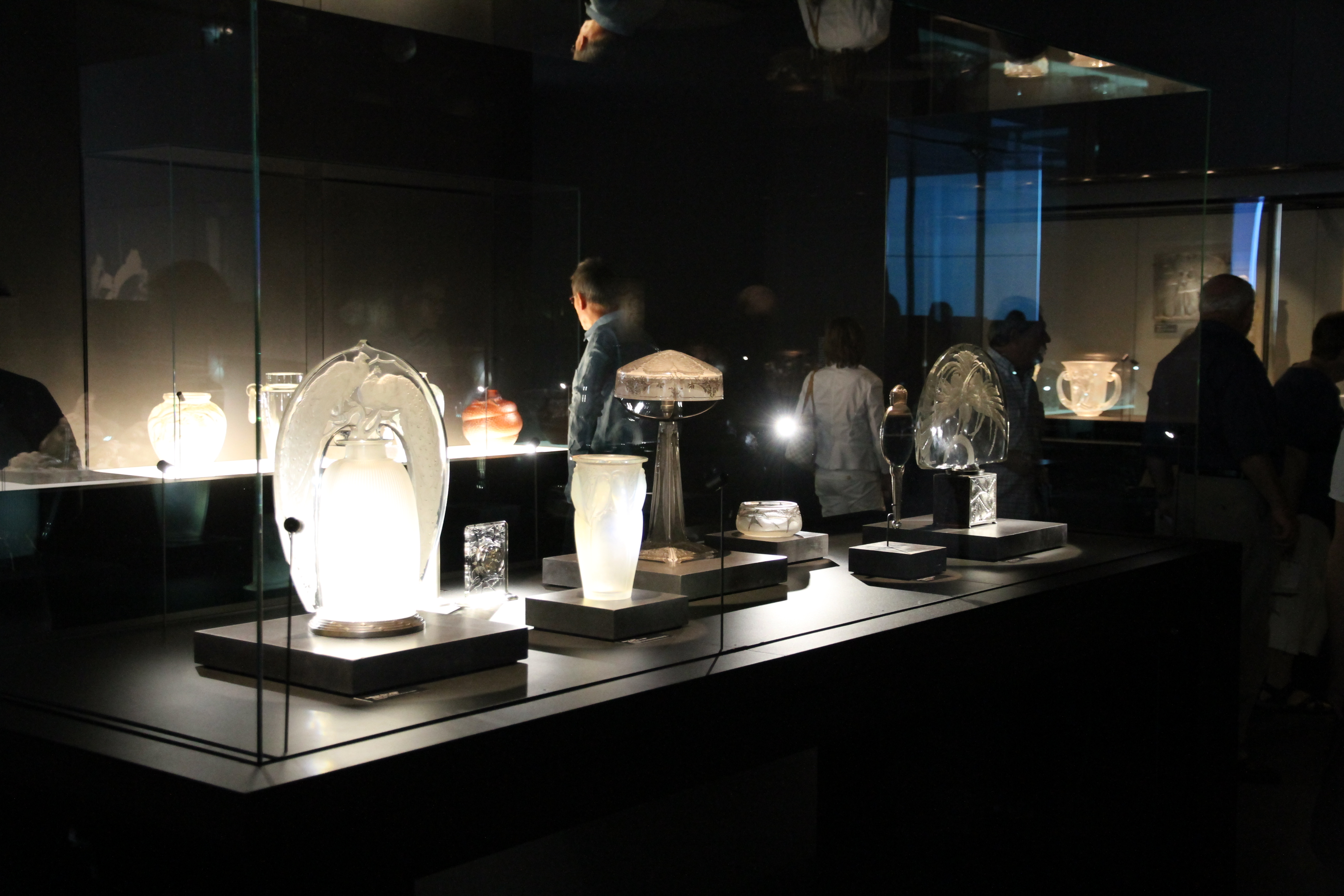
莱丽博物馆（Wilmotte et Associés 事务所）